# Swan Hills
Swan Hills es un pueblo canadiense situado en la provincia de Alberta.

## Superficie
Swan Hills tiene una superficie de 25,87 km².

## Demografía
En 2021, tenía 1201 habitantes, una densidad poblacional de 46,4 hab./km², y 728 viviendas.